# Вујановић
Вујановић је српско и црногорско презиме, настало од мушког имена Вујан, варијанте Вујадин. Значајни људи са презименом су:
- Драган Вујановић (рођен 1946), босански фудбалер
- Филип Вујановић (рођен 1954), црногорски политичар